# Bolbochromus celebensis
Bolbochromus celebensis är en skalbaggsart som beskrevs av Antoine Boucomont 1914. Bolbochromus celebensis ingår i släktet Bolbochromus och familjen Bolboceratidae. Inga underarter finns listade.